# Liste de ponts remarquables
Le présent article est une liste de ponts remarquables par leurs caractéristiques dimensionnelles ou présentant un intérêt architectural ou historique. Les records cités sont établis dans l'état actuel des connaissances. Ils sont susceptibles d'être modifiés par l'ajout d'informations inconnues jusqu'alors ou par la construction de nouveaux ouvrages.

## Records
|                                     | Pays   | Illustration    | Commentaire |
| ----------------------------------- | ------ | --------------- | --- |
| Le plus long                        | Chine  |                 | Le pont Danyang-Kunshan est depuis 2011 le plus long pont du monde, toutes catégories confondues. Ce viaduc ferroviaire appartenant à la LGV Pékin - Shanghai est continu sur 164,8 kilomètres entre les villes de Danyang et Kunshan. Il comporte une section de 9 km au-dessus du lac de Yangcheng Europe > pont Vasco da Gama (12 162 mètres, 1998, Portugal) France > pont de Saint-Nazaire (3 356 mètres, 1974) |
| Le plus long (maritime)             | Chine  |                 | Le pont Haiwan est le plus long pont maritime au monde avec une longueur totale de 41,85 kilomètres au-dessus de la baie de Jiaozhou. Achevé à la fin de 2010, il relie la ville de Qingdao et Jiaozhou, sa construction a mobilisé 10 000 travailleurs et couté 1,5 milliard de dollars. Le précédent record était détenu par la chaussée du lac Pontchartrain avec 38,42 kilomètres.                               |
| Le plus grand                       | France |                 | Le viaduc de Millau détient depuis 2004 la plus haute pile du monde avec 245 mètres de hauteur, l'ensemble pile et pylône culmine à 343 mètres. Les anciens records avaient été établis par le viaduc de Kochertal en 1979 pour la plus haute pile (178 mètres) et par le pont du détroit d'Akashi en 1998 pour le plus haut pylône (298,3 mètres).                                                                  |
| Le plus haut                        | Chine  |                 | Le pont du Beipanjiang est le plus haut pont du monde, avec 565 mètres de hauteur entre le niveau de la route et le fond de la vallée. C'est un pont haubané près de Liupanshui en Chine. Europe > viaduc de Millau (hauteur : 270 mètres, 2004, France) |
| Le plus long pont suspendu          | Japon  |                 | Le pont du détroit d'Akashi (1998) possède la plus grande portée jamais construite, soit 1 991 mètres. Il franchit la mer intérieure de Seto entre Kobe et l'île d'Awaji au Japon. Europe > pont Est du Grand Belt (portée : 1 624 mètres, 1998, Danemark) France > pont de Tancarville (portée : 608 mètres, 1959)                                                                                                  |
| Le plus long pont à haubans         | Russie |                 | Le pont de l'île Rousski ouvert depuis août 2012, détient la plus grande portée haubanée au monde avec 1 104 mètres au-dessus du Bosphore oriental dans la ville de Vladivostok en Russie. Europe > pont de Normandie (portée : 856 mètres, 1995, France) |
| Le plus long pont en arc métallique | Chine  |                 | Le pont de Chaotianmen (2009) sur le Yangzi Jiang à Chongqing en Chine comporte un arc métallique en treillis de 552 mètres de portée. Europe > pont de Žďákov (portée : 380 mètres, 1967, République tchèque) France > viaduc du Viaur (portée : 220 mètres, 1902) |
| Le plus long pont en arc en béton   | Chine  | Image manquante | Le pont ferroviaire de Qinglong (2016) sur la rivière Beipan dans la province du Guizhou présente le plus grand arc en béton avec 445 mètres de portée. Europe > pont de Krk (portée : 390 mètres, 1980, Croatie) France > pont Châteaubriand (portée : 260 mètres, 1991) |

- Autres records

|  | Le plus long pont cantilever Le pont de Québec (1917) possède la plus grande portée pour un pont à poutres au monde : 549 mètres. Europe > pont du Forth (portée : 521 mètres, 1890, Écosse) |

|  | Le plus long pont en treillis Le pont d'Ikitsuki (1991) dans la préfecture de Nagasaki au Japon avec une portée de 400 mètres. |

|  | Le plus long pont en béton précontraint Le pont de Shibanpo qui franchit le Yangzi Jiang, est un pont en poutre-caisson en béton précontraint avec une portée de 330 mètres dans la ville de Chongqing en Chine. Il possède cependant une travée métallique centrale de 108 mètres. Europe > pont de Stolma (portée : 301 mètres, 1998, Norvège) France > pont de Cheviré (portée : 242 mètres, 1990, travée métallique centrale), pont du Bras de la Plaine (portée : 305 mètres, 2001, précontrainte extérieure (cas particulier)) |

|  | Le plus long pont en poutre-caisson acier Le pont Rio-Niterói (1974) traverse la baie de Guanabara à Rio de Janeiro au Brésil, avec une portée principale de 300 mètres. Europe > pont de Branko (portée : 261 mètres, 1956, Serbie) France > pont de Cornouaille (portée : 200 mètres, 1972) |

| Image manquante | Le plus long pont en maçonnerie Le pont de Danhe (2000) dans la province du Shanxi en Chine dépasse toutes les autres portées des ponts en maçonnerie existants, sa voûte a une ouverture de 146 mètres. Europe > pont de la Paix (portée : 90 mètres, 1905, Allemagne) France > pont des Pierres (portée : 80 mètres, 1910, détruit) |

|  | Le plus large Le nouveau pont est du Bay Bridge détient depuis septembre 2013 le tablier le plus large au monde avec 77,8 mètres et 10 voies de circulation de l'Interstate 80 sur la baie de San Francisco en Californie (record actuel : pont Leonard Zakim (2003), largeur : 55,7 mètres, Boston). |

|  | Le plus de voies de circulation Le pont George-Washington (1931) supporte quatorze voies de circulation sur deux niveaux, avec l'Interstate 95, l'U.S. Route 1 et l'U.S. Route 9 sur l'Hudson entre la ville de Fort Lee (NJ) et celle de New York. |

|  | Le plus grand pont en aluminium Le pont d'Arvida (1950) dans la province de Québec a une portée de 91,5 mètres et une longueur de 153 mètres. |

|  | Le plus grand pont en briques Le Göltzschtalbrücke (1851) est composé de plus de 26 millions de briques et mesure 578 mètres de longueur. Il traverse la Göltzsch a Netzschkau en Allemagne. |

## Ponts historiques
Ces ponts sont les précurseurs de nombreuses autres réalisations.
|  | Le pont mycénien de Kazarma (-1300 av. J.C., Grèce) Figure parmi les plus anciens ponts connus au monde.             |
|  | Le Tarr Steps (-1000 av. J.C., Angleterre) Figure parmi les plus anciens ponts connus au monde.                      |
|  | Le Kapellbrücke (1333, Suisse) Plus ancien et plus long pont couvert en bois d'Europe.                               |
|  | Le pont Santa Trinita (1570, Italie) Premier pont en maçonnerie à voûte elliptique.                                  |
|  | L'Iron Bridge (1779, Angleterre) Premier pont en fonte au monde.                                                     |
|  | Le pont du Jardin des plantes de Grenoble (1855, France) Premier ouvrage au monde en béton coulé.                    |
|  | Le pont George-Washington (1931, États-Unis) Premier pont à dépasser le seuil symbolique des mille mètres de portée. |
|  | Le pont de Luzancy (1946, France) Premier pont en béton précontraint de plus de 50 mètres de portée.                 |
|  | Le Pont des Nibelungen (1953, Allemagne) Premier pont en béton précontraint construit en encorbellement.             |
|  | Le pont Ting Kau (1998, Hong Kong) Premier grand pont à haubans à 4 travées (3 pylones).                             |

## Ponts primés

### Patrimoine mondial de l'Unesco
Le tableau suivant dresse la liste des sept ponts inscrits en tant que tels au patrimoine mondial de l'Unesco parmi les 936 biens au total, les ponts intégrant des sites classés comme les ponts des rives de la Seine à Paris ne sont pas donnés. Ces autres sites classés sont nombreux et évoquent couramment certains ouvrages tels que le chemin de fer rhétique en Suisse et en Italie, ou Venise et ses 435 ponts.
Les ponts sont présentés avec leurs années de mise en service et le pays dans lequel ils sont localisés.
|  | L'aqueduc de Ségovie (80, Espagne).                        |
|  | Le pont du Gard (Ier siècle, France).                      |
|  | Le pont Saint-Bénézet (pont d'Avignon) (1185, France).     |
|  | Le Stari Most (1567, Bosnie-Herzégovine).                  |
|  | Le pont Mehmed Pacha Sokolović (1577, Bosnie-Herzégovine). |
|  | Le pont-canal de Pontcysyllte (1805, Pays de Galles).      |
|  | Le pont de Biscaye (1893, Espagne).                        |

## Ponts uniques
|  | Le pont-canal tournant de Barton (1893, Angleterre) Unique pont-canal tournant.                          |
|  | Le pont Octávio Frias de Oliveira (2008, Brésil) Unique pont à deux tabliers courbes suspendus au monde. |